# Drachenreiter (Film)
Drachenreiter ist ein Computeranimationsfilm von Tomer Eshed aus dem Jahr 2020, der auf dem gleichnamigen Fantasyroman Drachenreiter von Cornelia Funke basiert.

## Handlung
Bei einer Versammlung der Drachen, die sich vor den Menschen verstecken, um ihre Existenz nicht zu riskieren, zeigt sich der junge Drache Lung unzufrieden damit, kein „richtiger Drache“ sein zu dürfen. Um nicht entdeckt zu werden, ist den Drachen das Fliegen und das Feuerspucken streng verboten. Sie haben nichts zu tun und vertreiben sich die Zeit mit dem Erraten von Wolkenbildern und dem Schlammbaden. Lung träumt von einem Leben, wie er es aus den Erzählungen des alten Drachen Schieferbart kennt. Gern hört er die Geschichten von „Saum des Himmels“, wo Drachen noch frei sein können und die Mondblumen leuchten, der aber am anderen Ende der Welt liegt.
Als sich die Menschen dem Drachental nähern, entsteht ein Konflikt unter den Drachen, ob Kämpfen oder Verstecken angezeigt sei. Vom „Saum des Himmels“ will niemand hören. Mit seiner Freundin, dem Waldkoboldmädchen Schwefelfell macht sich Lung auf die Suche nach dem Drachenparadies. Obwohl er noch nie zuvor geflogen ist und einen Beinahe-Zusammenstoß mit einem Passagierflugzeug übersteht, nähern sich Lung und Schwefelfell einer großen Stadt, in der sie das „allwissende Orakel“ Internet vermuten, von dem eine Waldfee Schwefelfell erzählt hatte.
In der Stadt gerät der Junge Ben, der nach dem Diebstahl einer Kette aus einem Juweliergeschäft auf der Flucht ist, in das Treiben um die Premiere eines Films über Drachenreiter. Kostümiert entkommt der odbachlose Ben der Polizei und versteckt sich im Hafengelände. Hier trifft er auf Lung, der sich zufällig an seiner Bleibe versteckt, während Schwefelfell sich auf die Suche nach dem Internet macht. Ben erkennt, dass Lung kein kostümierter Drachendarsteller ist und gibt sich als Drachenreiter aus. Schwefelfell ist von der Begegnung mit dem Menschen nicht begeistert, lässt sich aber darauf ein, Ben auf die Suche nach dem „Saum des Himmels“ mitzunehmen.
Der „Drachenreiter“ erweist sich nicht als hilfreich für das Finden des Kurses und will aussteigen. Bei der Zwischenlandung begegnen sie drei Zwergen, denen das Kopfjucken die Nähe eines Silberdrachen anzeigt. Die Zwerge haben legendäres Wissen über den „Saum des Himmels“, der dort liege, wo der Osten auf den Westen treffe und wo Silber mehr wert sein werde als Gold, wenn man ihn entdecke. Lung beschließt, der aufgehenden Sonne entgegenzufliegen und Ben will nun doch mitreisen, weil er bei Silber und Gold an materiellen Reichtum denkt. Schwefelfells Zweifel versucht Ben mit seiner angeblichen Qualifikation als Drachenreiter zu zerstreuen, indem er einen Filmflyer als „Drachenreiterausweis“ vorzeigt.
Derweil verrät der gierige Zwerg Kiesbart den Silberdrachen an das drachenfressende Monster Nesselbrand, dem dessen Diener, der Homunkulus Fliegenbein, gerade ein Profil auf einer Datingplattform anlegt, um ihm die Langeweile zu vertreiben und damit dessen üblen Launen zu entkommen. Nesselbrand und Fliegenbein sind Geschöpfe eines bösartigen Alchemisten, den Nesselbrand aber ebenso gefressen hat wie die Brüder des Homunkulus. Kiesbart hetzt Nesselbrand auf Lung, der knapp dem flugunfähigen Monster entkommt. Nesselbrand schickt Fliegenbein mit einem Raben auf die Verfolgung.
Lung, Schwefelfell und Ben geraten in einen Sandsturm und landen verirrt in der Wüste. In der Nähe des Absturzorts finden archäologische Ausgrabungen statt. In einem der Gebäude, in dem sich Lung versteckt hat, haben sie eine unangenehme Begegnung mit einem Basilisken. Hier treffen sie auf den Professor Barnabas Wiesengrund, der sich für jede Art von Fabelwesen interessiert und diese erforscht. Wiesengrund betäubt den Basilisken mit einem Spiegel und zeigt sich vom Drachen begeistert.
Ben und Schwefelfell freunden sich langsam an und Ben beginnt, angeregt durch Lungs Wertschätzung, sein bisheriges Leben zu überdenken. Gemeinsam werden sie von Wiesengrund ermutigt, ihre Suche fortzusetzen. Der Professor zeigt ihnen auf einer Karte den Weg zum Himalaja, in dessen Nähe er den „Saum des Himmels“ vermutet. Er empfiehlt einen Besuch bei der Drachenforscherin Subisha Ghulab, die alles über Drachen wisse. Außerdem weist er die Reisenden auf den Dschinn mit den 1000 Augen hin, der in einer Schlucht lebt und jede Frage beantworten könne. Dieser sei allerdings mit Vorsicht zu genießen und unterwegs seien verschiedene Gefahren zu überstehen. Das Gespräch wird von Fliegenbein belauscht, der sich beinahe verrät, dann aber Nesselbrand von dem geplanten Weg berichtet und mit der weiteren Verfolgung beauftragt wird.
Barnabas Wiesengrund findet heraus, dass Bens Eltern bei einem Unfall ums Leben gekommen sind, während er den betäubten Basilisken für den Transport in das von ihm betriebene Reservat vorbereitet. Er lädt Ben ein, ihn nach Abschluss der Reise dort zu besuchen. Lung und seine Begleiter fliegen zum Dschinn, vorbei am wütenden Riesen, den bösen Elfen und der Seeschlange sowie dem Steinvogel. Dabei nehmen sie unwissentlich Fliegenbein mit, der sich in Bens Rucksack versteckt. Bei der Bekämpfung des Steinvogels gelingt Lung erstmals das Feuerspeien.
Beim Dschinn angekommen will Lung die Frage stellen, wo der „Saum des Himmels“ sei. Da der Dschinn aber nur auf Fragen antwortet, die er noch nie gehört hat, greift Ben im letzten Moment ein. So muss der Dschinn zeigen, wo der „Saum des Himmels“ nicht ist. Als es doch zum Streit mit dem mächtigen Dschinn kommt, trifft Nesselbrand ein, der ihnen mit einem Tauchboot gefolgt ist. Im Kampf zwischen Monster und Dschinn können die Freunde knapp entkommen. Dabei entdeckt Lung, dass er nur Feuer spucken kann, wenn der Drachenreiter auf seinem Rücken sitzt.
In einer Zwischenblende suchen die heimatlichen Drachen nach Lung, die nichts von dessen Suche nach dem „Saum des Himmels“ wissen. Sie vermuten, die Menschen hätten diesen entführt und sinnen auf Krieg gegen die sich immer weiter ausbreitenden Menschen.
Inzwischen treffen die Freunde im Dorf der Drachenforscherin ein, wo sie von deren Mann, einem seltsamen Fakir, begrüßt und als wiedergekehrte Drachenreiter willkommen geheißen werden. Der legendäre Drachenreiter spielt im Selbstbewusstsein der Menschen dort eine wichtige Rolle, die einen Tempel mit dem Grab eines Drachenreiters betreuen. Der Drachenreiter habe gegen das Monster gekämpft, das Versteck der Drachen mit einem magischen Schlüssel gesichert und nach anderen Drachen gesucht. Dabei habe ihn das Monster getötet und den Schlüssel erobert. Subisha Ghulab wiederholt die Prophezeiung, nach der Silber mehr wert sein werde als Gold, wenn der „Saum des Himmels“ gefunden werde. Sie ist von der Existenz weiterer Drachen am „Saum des Himmels“ überzeugt und offenbart den Namen des Monsters: Nesselbrand. In dieser Situation wird Fliegenbein entdeckt und als Spion enttarnt. Er will die Seiten wechseln und versucht bei einem Telefonat, Nesselbrand zum Nordpol umzuleiten, wofür er 18 Tage brauche. Die Täuschung misslingt und Nesselbrand erfährt, dass sich die Freunde in Indien aufhalten.
Um den Weg zu finden, weckt Subisha Ghulab Bens Erinnerungen an die Aussagen des Dschinns. Subisha Ghulab identifiziert den Berg mit dem Zugang, die Karte wird allerdings vom Raben gestohlen, der in Nesselbrands Auftrag unterwegs ist. Die Freunde erreichen den Gipfel fast gleichzeitig mit Nesselbrand. In einer ausgedehnten Höhle werden sie vom Monster verfolgt, das sie vorübergehend abhängen können. Sie finden den Eingang und können das Tor zu einer weiteren Höhle öffnen, in der eine Drachenskulptur steht. Nesselbrand, der sich in seiner Wut von rostrot in gold umgefärbt hat, verliert eine goldene Schuppe, durch die Ben an die Prophezeiung erinnert wird.
Lung stellt sich dem Kampf gegen den nun ganz goldenen Nesselbrand. Als der Kampf beinahe verloren scheint, lenkt Fliegenbein das Monster mit einer fingierten Nachricht aus dem Datingportal ab. Lung kann in höchster Not blaues Feuer speien, das das goldene Monster vernichtet und so die Prophezeiung erfüllt. In den Überresten des Monsters findet Schwefelfell den Schlüssel und öffnet den Zugang zum „Saum des Himmels“, der hinter der Drachenskulptur liegt.
Die Freunde betreten das Drachenparadies, in dem Drachen frei fliegen und Mondblumen blühen – ganz wie in den Erzählungen des alten Drachen Schieferbart.
Lung fliegt zurück und verhindert in seinem Heimattal den Angriff der Drachen auf die Menschen. Mitgebrachte Mondblumen überzeugen die Drachen, dass der „Saum des Himmels“ existiert. Gemeinsam machen sich alle Drachen auf den Weg in ihr Paradies. Ben und Fliegenbein gehen zu Barnabas Wiesengrund in das Reservat und der am Anfang bestohlene Juwelier wird mit der Rückgabe des Diebesguts und der von Ben gefundenen Goldschuppe Nesselbrands entschädigt.

## Unterschiede zur Buchvorlage
Die Handlung des Films weicht in zahlreichen Punkten von der Buchvorlage ab. So wird der weise Drache Schieferbart als dement dargestellt. Die im Buch wichtigen Nebencharaktere der Ratten kommen im Film nicht vor, die Karte, die zum Saum des Himmels weist, erhalten die Hauptakteure von Barnabas Wiesengrund.
Der Waisenjunge Ben, im Buch bescheiden und zurückhaltend, ist im Film ein Dieb mit hochstaplerischem Auftreten. Von einer Filmwerbung inspiriert, gibt er sich selbst als Drachenreiter aus; der Filmtitel erinnert an „Drachenzähmen leicht gemacht“. Den Steinzwergen fehlt der – im Buch wichtigen – magische Hut, der Erze und Edelsteine entdecken hilft. Der Basilisk ist nicht wirklich gefährlich, sondern erinnert eher an ein hühnerähnliches Schoßhündchen, das nicht getötet wird. Barnabas Wiesengrund betäubt es stattdessen, um die Spezies in einem Reservat weiterzuzüchten.
Die Bedingungen für die Frage an den Dschinn, der im Film nicht vom Menschen befragt, sondern von Lung, unterscheiden sich von der Vorlage. Die von Lung beinahe falsch gestellte Frage wird von Ben korrigiert. Das Monster Nesselbrand besiegt den Dschinn. Während sich Nesselbrand im Buch überall frei bewegen kann, wo es Wasser gibt, benutzt er im Film ein U-Boot. Seine goldenen Schuppen spielen keine Rolle, Nesselbrand ist bis kurz vor dem Endkampf in der Höhle eher rostfarben. Der Zwerg Kiesbart ist zwar sein Sklave, tritt aber deutlich selbstbewusster auf, wodurch das Monster weniger bedrohlich wirkt.
Während im Buch die Seeschlange den Reisenden hilft, den Weg über das Meer zu bewältigen, ist sie im Film böse. Der Vogel Rock entführt nicht Ben, sondern Schwefelfell in einer kurzen Episode vor der Begegnung mit dem Dschinn. Fliegenbein will Nesselbrand statt in die Wüste, wo seine Bewegungsfähigkeit im Buch mangels Wasser eingeschränkt ist, zum Nordpol schicken. Der Plan wird durch eine Ungeschicklichkeit von Subisha Ghulabs Mann (der im Buch nicht vorkommt) unmittelbar vereitelt und Nesselbrand erfährt Ziel und Reiseroute.
Die gesamte Mondlichtthematik, die für die Kraft der Drachen im Buch entscheidend ist, spielt keine Rolle. Lung Fähigkeit, Feuer zu spucken, ist stattdessen davon abhängig, dass Ben auf ihm reitet.
Nesselbrand ist immer wieder durch ein albernes Datingportal abgelenkt, das für die Handlung keine Funktion hat und im Buch nicht vorkommt. Der gesamte Abschnitt mit dem Kloster im Himalaya entfällt in der Filmhandlung, somit auch die Rolle der fliegenden Ratte, die im Buch den Rahmen zu den Ratten am Beginn schließt. Nesselbrand wird am Ende nur von Drachenfeuer geschmolzen, die Beteiligung des Koboldspeichels entfällt, womit nicht plausibel ist, warum Drachenfeuer in der Vergangenheit nicht vor dem Monster retten konnte. Die anderen Drachen werden durch einen magischen Schlüssel zum Saum des Himmels befreit, der sich nach Nesselbrands Ende findet. Sie waren nicht resigniert und versteinert, Kiesbart bleibt dementsprechend ohne Aufgabe zurück.
Bei der Rückkehr in das Heimattal sind die anderen Drachen bereit, die sie bedrängenden Menschen anzugreifen. Lung beweist die Existenz des Saums des Himmels nicht durch sein Begleiterin, sondern durch eine mitgebrachte Mondblume aus dem Drachenparadies, obwohl ja das Mondlicht keine Funktion hat.

## Produktion
Am 8. Juni 2017 wurde der Produktionsstart des Films Drachenreiter bekanntgegeben. Die Verfilmung von Cornelia Funkes 1997 erschienenem gleichnamigem Roman wird dabei durch ein Drehbuch von Johnny Smith und die Inszenierung des Regisseurs Tomer Eshed umgesetzt. Drachenreiter ist Esheds erster Langfilm und wird von Oliver Berben sowie Martin Moszkowicz produziert. Der Film ist eine deutsch-belgische Koproduktion; die Animationen entstanden im Auftrag von Constantin Film in den Rise FX South Studios sowie den Cyborn Studios. Die Produktionsarbeiten fanden in Berlin, München und Antwerpen statt. Die Verfilmung wurde vom FilmFernsehFonds Bayern gefördert und ist eines der größten europäischen Animationsprojekte, an denen Ende der 2010er Jahre gearbeitet wurde.
Der Film wird auch international aufgeführt. Für den globalen Verleih ist Timeless Films verantwortlich, die für die englischsprachige Synchronisation unter anderem Patrick Stewart, Felicity Jones und Thomas Brodie-Sangster gewinnen konnte.
Der deutsche Kinostart von Drachenreiter wurde Anfang 2019 zunächst für den 2. April 2020 avisiert; im Juli 2019 kündigte Constantin jedoch an, den Film erst am 6. August 2020 zu veröffentlichen. Wegen der COVID-19-Pandemie wurde der Filmstart schließlich abermals auf den 1. Oktober 2020 verschoben.

## Einspielergebnis
Der Film spielte insgesamt nur 6,98 Millionen US-Dollar ein.

## Synchronisation
Die deutsche Synchronisation entstand nach einem Dialogbuch von Pierre Peters-Arnolds unter seiner Dialogregie im Auftrag der Interopa Film GmbH.
| Rolle                      | Englischer Sprecher    | Deutscher Sprecher |
| -------------------------- | ---------------------- | ------------------ |
| Ben, der Drachenreiter     | Freddie Highmore       | Mike Singer        |
| Koboldmädchen Schwefelfell | Felicity Jones         | Dagi Bee           |
| Lung, der Silberdrache     | Thomas Brodie-Sangster | Julien Bam         |
| Nesselbrand                | Patrick Stewart        | Rick Kavanian      |
| Ginny                      | Nonso Anozie           | Tilo Schmitz       |
| Professor Wiesengrund      | David Brooks           | Frank Schaff       |
| Kiesbart                   | Alex Norton            | Axel Stein         |
| Fliegenbein                | Stephen Hogan          | Axel Malzacher     |
| Subisha Gulab              | Meera Syal             | Kaya Yanar         |
| Deepak Gulab               |                        | Kaya Yanar         |
| Erzählerin                 | –                      | Regina Lemnitz     |

## Kritiken
Der Film erhielt insgesamt überwiegend positive Bewertungen und wurde verbreitet als eingängiger Kinderfilm eingeschätzt. Bei Rotten Tomatoes wurden 80 % positive Bewertungen verzeichnet. epd Film wies auf den großen zeitlichen Abstand zwischen dem Erscheinen der Buchvorlage und dem Film hin, der inzwischen von anderen Filmen überholt sei.

„Da ist es ein bisschen unglücklich gelaufen, dass die deutsche Verfilmung so lange auf sich warten ließ, dass sie jetzt hinter der ähnlich gelagerten Geschichte der weltweit erfolgreichen, amerikanischen »Drachenzähmen leicht gemacht«-Filmserie hinterherhinkt.
...die Drachen made in Germany [wirken] im Vergleich zu den hyperrealen, komplexen Animationen der amerikanischen Dreamworks-Produktionen doch eher steif und unbeweglich.“

„Die Verfilmung des gleichnamigen Fantasy-Romans von Cornelia Funke glänzt durch eine flüssige, mit vielen Schauwerten punktende Animation, bewegt sich inszenatorisch aber auf allzu ausgetretenen Pfaden, die temporeich, aber oberflächlich weder die ökologischen Aspekte noch die Themen um Solidarität, Freundschaft und Toleranz hinreichend entfalten.“